# Che... Ernesto
Che... Ernesto es una película de Argentina filmada en colores dirigida por Miguel Pereira sobre su propio guion que se estrenó el 1 de octubre de 1998 y que tuvo como intérpretes principales a Envar El Kadri y Gerardo Klein. La película no utilizó materiales de época.

## Sinopsis
Dos personas de distintas generaciones, Envar El Kadri (1941-1998), el mayor, un veterano de la lucha política que integró la organización guerrillera Fuerzas Armadas Peronistas y Gerard Klein, un joven vinculado a los medios audiovisuales, rehacen el camino de Ernesto Guevara, a través de varios países latinoamericanos, hacen comentarios y entrevistan a testigos.

## Reparto
- Envar El Kadri
- Gerardo Klein

## Comentarios
Luciano Monteagudo en Página 12 escribió:

«…es un film honesto, sincero, transparente pero en gran parte fallido porque ese diálogo de dos generaciones, no crece como Pereira imaginaba. Quien lleva sobre sus espaldas todo el impulso del film es únicamente Cacho El Kadri, no sólo con su conocimiento en profundidad de la historia de América, con su dominio preciso de los datos biográficos del Che, con su inteligencia para conocer las distintas gentes y culturas que va encontrando a su paso, sino también por la enorme sensibilidad que transmite su palabra y su mirada.»

Gustavo J. Castagna en El Amante del Cine  escribió:

«Demuestra una visible contradicción entre sus objetivos iniciales y la manera en que estos se manifiestan en las imágenes.»

Diego Batle en La Nación opinó:

«Si bien es loable el esfuerzo de hacer un viaje por tierra desde la Argentina hasta México, también es cierto que semejante odisea se ve empañada porque la calidad de las imágenes no está al nivel de una producción de esta envergadura.»